# Rudolf Värnlund
Rudolf Värnlund, född 6 februari 1900 i Stockholm, död 16 februari 1945 i Österskär, var en svensk författare, dramatiker och manusförfattare. 

## Biografi

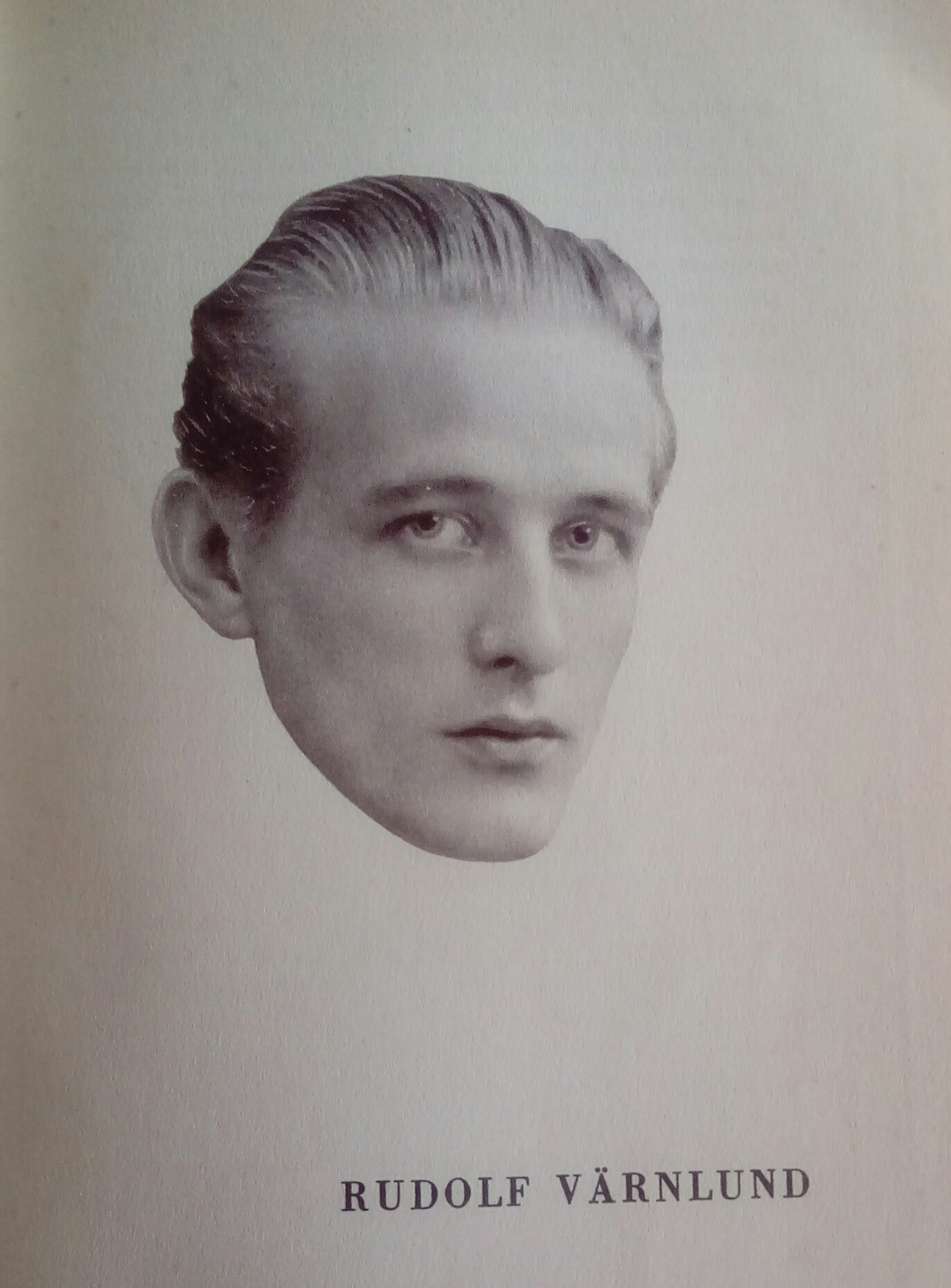
Bild ur antologin Ansikten 1932.

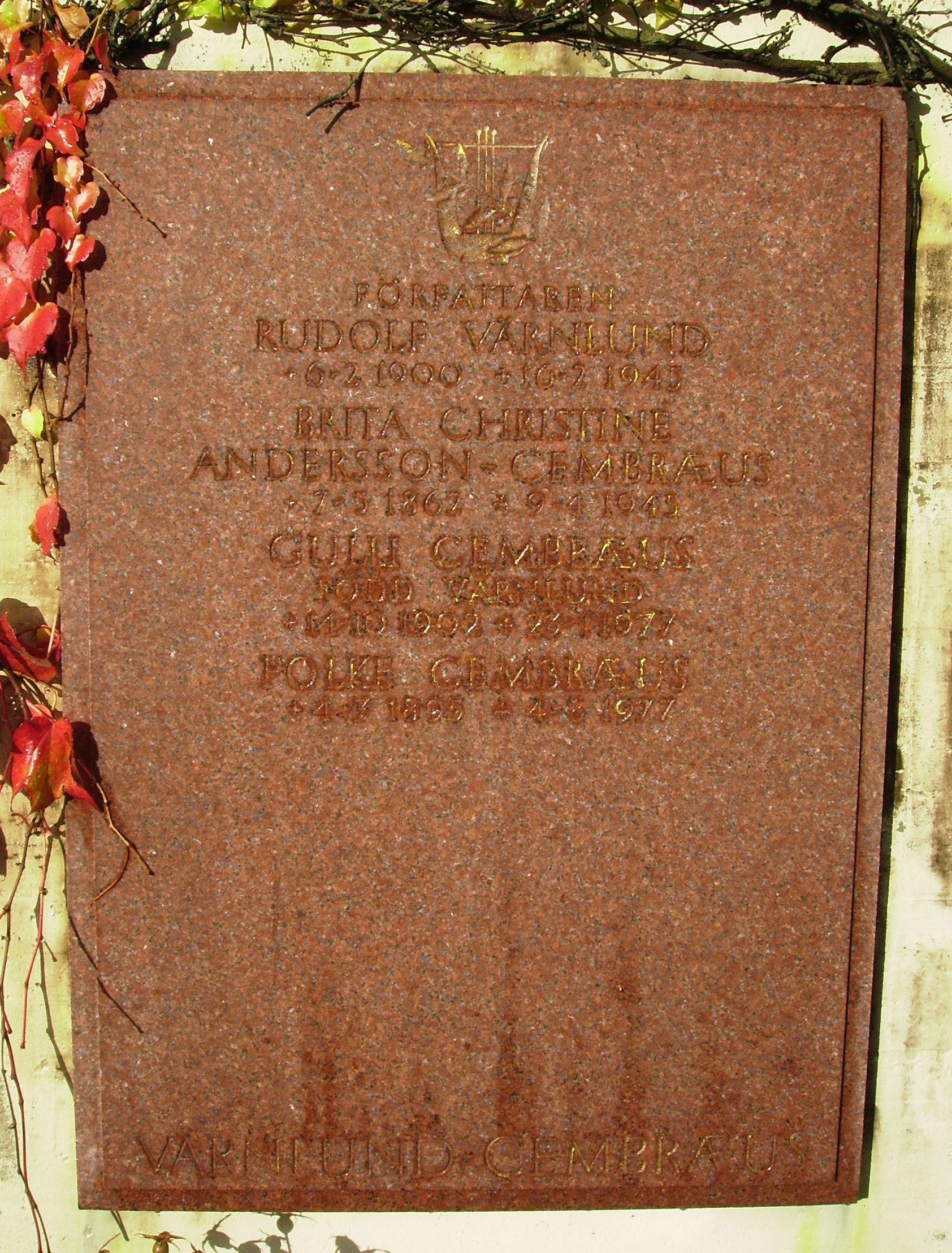
Rudolf Värnlunds gravvård på Skogskyrkogården i Stockholm.

Rudolf Värnlund växte upp på Södermalm i Stockholm. Efter att fadern, som var korist vid Kungliga Operan, lämnat familjen försörjdes han och två syskon ensam av modern. De flyttade ofta mellan olika bostäder i de fattiga arbetarkvarteren på Södermalm. Redan i elvaårsåldern började Rudolf Värnlund halvtidsarbeta i en kartongfabrik för att bidra till familjens försörjning. Senare gick han i typograflära och arbetade på tryckeri. Samtidigt bedrev han intensiva självstudier, läste böcker från lånebibliotek, tog del av cirklar och politiska aktiviteter i den socialdemokratiska ungdomsrörelsen och började skriva noveller och artiklar för vänsterpressen. Han publicerade sig ofta i den anarkistiska tidningen Brand. Han gjorde resor i Europa 1921, 1923 och 1927 och upplevde efterkrigstidens oro och stämningar i bland annat Berlin.
Rudolf Värnlund omkom vid en eldsvåda på Österskärs pensionat 1945. Dåtidens press rapporterade att han ägnat sig åt sängrökning och somnat. Rudolf Värnlund ligger begravd på Skogskyrkogården i Stockholm. Han var gift med författaren Ester Värnlund (1897–1985).

## Författarskap
Rudolf Värnlund räknades ofta in bland de så kallade proletärförfattarna, men kunde genom sitt analyserande och skeptiska förhållningssätt till samtidens sociala processer knappast beskrivas som någon rättrogen ideologisk banérförare. Hans tidiga romaner, särskilt Vandrare till intet och Upproret, kan ses både som dokumenterande miljöskildringar av det samtida klassamhällets olika miljöer, och som ett dialektiskt diskuterande av den frambrytande arbetarrörelsens inneboende konflikter och grundläggande problem. Litteraturkritiker på såväl höger- som vänsterkant ställde sig frågande inför hans intentioner. Det visade sig ofta svårt att entydiggöra hans texter. Som en sorts antites till dessa tidiga kritikerreaktioner kom Det druckna kvarteret 1929, en uppsluppen och frodig fabel från Söders höjder, berättad i en snabb "filmisk" stil.      
I dramer som Den heliga familjen, Sångare och Vägen till Kanaan belyser sedan Värnlund dialektiska motsättningar och problem i en tid av snabba politiska och sociala skeenden. Han tog djupa intryck av skotten i Ådalen 1931. Den heliga familjen fick en storartad uppsättning på Dramatiska Teatern i mars 1932 i regi av Alf Sjöberg. Ett typiskt pressuttalande Värnlund gjorde var att en "hektisk tid föder drama". Motsättningar och konflikter under revolutionära skeden försökte han även belysa närmare i Robespierre, ett drama han själv såg som ett försök till "massornas teater". Pjäsen fick sitt första uppförande på Östgötateatern 1951, i en grandios uppsättning av Johan Falck.   
Värnlund resonerade särskilt om individens förhållande till grupp och kollektiv, och i såväl de tidigaste novellerna som i de sena dramerna försökte han – under intryck av världskrigen – bidra till djupare förståelser av rent existentiella problemställningar. Ett exempel är U 39, närmast att karakterisera som ett förtätat kammarspel, med udden riktad mot krig och konventionella hedersbegrepp. Pjäsen refuserades av Dramaten på hösten 1939, under intryck av det nyss inledda andra världskriget. Det fick sin sceniska premiär på Dramatikerstudion först 1943, ett av Ingmar Bergmans första regiarbeten. Värnlunds sista fullbordade drama Skådespelaren är även det djupt existentiellt diskuterande, det fick sitt uruppförande 1947 i regi av Olof Molander.  
Värnlund var även tidigt ute med att skriva för radioteatern, uppmuntrad av dess förste chef Per Lindberg. Ett dussintal kortare pjäser skrivna i trettiotalets början för radio finns bevarade. Även detta medium såg han som teater för de stora massorna.

### Samlingar och urval
- Skrifter i urval. 1-6. Stockholm. 1956. Libris 53897 - Urval, inledning och noter av Stig Carlson. Innehåll: 1. Döda människor. Den befriade glädjen. - 2. Vandrare till intet. - 3. Allt börjar på nytt. - 4. En kvinnas leende. Upproret. - 5. Man bygger ett hus. - 6. Dramatik.
- Mellan tvenne världar : Rudolf Värnlund i kulturdebatten / i urval av Ester och Holger Värnlund... Stockholm: Geber. 1964. Libris 8210847

## Filmmanus
- 1940 – Stål: en film om svenskt arbete